# Alavaromma orchamum
Alavaromma orchamum is een vliesvleugelig insect uit de familie Alavarommatidae. De wetenschappelijke naam is voor het eerst geldig gepubliceerd in 2011 door Ortega-Blanco, Peñalver, Delclòs & Engel.